# Harald Roth
Harald Roth (n. 24 iunie 1965, Sighișoara) este un scriitor și istoric de etnie germană, sas originar din România.

## Biografie
A copilărit în Brașov.
În 1976 a emigrat în Republica Federală Germania, unde a studiat între 1985 și 1991 (cu întrerupere pentru stagiul militar efectuat ca serviciu civil) Istoria Europei de est și de sud-est, Istoria contemporană și teologia evanghelică la München, Freiburg im Breisgau, Heidelberg și Seattle (SUA).
Și-a susținut doctoratul în istorie la Universitatea din München în anul 1994.
Încă din perioada studenției a fost redactor-șef al publicației trimestriale a sașilor brașoveni emigrați în Germania, Neue Kronstädter Zeitung.
În perioada 1993 - 2007 a fost manager, respectiv director, al "Institutului Transilvaniei" (Siebenbürgen-Institut) din Gundelsheim am Neckar, iar în perioada 2007-2008 la "Institutul de sud-est" (Südost-Institut) în München și Regensburg.
În calitate de vicepreședinte al Consiliului cultural al Transilvaniei și al sașilor (Siebenbürgisch-Sächsischer Kulturrat) și al Cercului de lucru pentru științe sociale transilvănene (Arbeitskreis für Siebenbürgische Landeskunde), precum și în calitatea sa de coeditor al publicațiilor acestor instituții, continuă să aibă o strânsă legătură cu cercetările privind Transilvania. 
Roth a fost lector la Universitatea Heidelberg și conducător științific al Institutului de Studii Transilvane de pe lângă Universitatea din Heidelberg, cu sediul la Gundelsheim, (Germania), iar în prezent este consilier științific al Institutului „Deutsches Kulturforum östliches Europa” (Forumul Cultural German pentru Europa de Est) cu sediul la Potsdam (Germania).
În septembrie 2011 i s-a acordat titlul de Cetățean de Onoare al municipiului Brașov.

## Scrieri
- Siebenbürgen seit dem Ersten Weltkrieg (Transilvania după primul război mondial), lucrare coordonată de Harald Roth, Editura Böhlau, Köln, 1995
- Kleine Geschichte Siebenbürgens (Mică istorie a Transilvaniei) Editura Böhlau, Köln, 1996, reeditare ianuarie 2003.
- Kis Erdély-történet (Mică istorie a Transilvaniei - traducere în limba maghiară), 1999
- Studienhandbuch östliches Europa. Band 1 Geschichte Ostmittel- und Südosteuropas (Carte de studii asupra Europei de est. Vol. 1. Istoria Europei de răsărit, mijlocii și de sud), Editura Böhlau, Köln, 1999
- Historische Stätten. Siebenbürgen. 11 Karten, 22 Stadtpläne (Locuri istorice. Transilvania. 11 hărți, 22 de planuri ale orașelor) Editura Kröner, iulie 2003
- Hermannstadt. Kleine Geschichte einer Stadt in Siebenbürgen (Sibiu. Mică istorie a unui oraș din Transilvania), Editura Böhlau, Köln, octombrie 2006
- Kronstadt in Siebenbürgen: Eine kleine Stadtgeschichte (Brașov. O mică istorie a orașului), Editura Böhlau, Köln, noiembrie 2010